# François Bocion

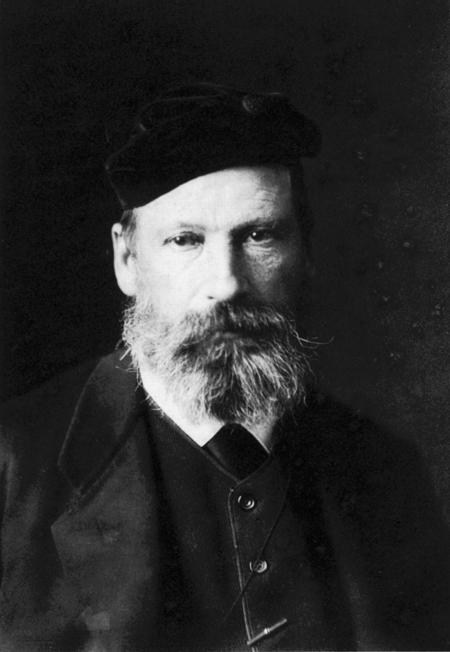
Fotografie von François Bocion, um 1870

François-Louis-David Bocion (* 30. März 1828 in Lausanne; † 12. Dezember 1890 ebenda) war ein Schweizer Maler im Stil des Impressionismus. Bocion erlangte als «Maler des Genfer Sees» internationale Berühmtheit.

## Leben
François Bocion stammte aus einer wohlhabenden Familie in Lausanne. Sein Vater war der Unternehmer und Stadtpolitiker Henri-Louis Bocion (1792–1835) aus Bournens. Er besass ein Holzbauunternehmen. Seine Mutter war Suzanne-Catherine Bocion, geborene Matthey-Doret aus Vevey. Das Paar hatte insgesamt fünf Kinder, drei Jungen und zwei Mädchen. François Bocion wuchs ab seinem zehnten Lebensjahr in der Villa Bon-Port in Territet bei seinem Grossvater mütterlicherseits auf.
Ab 1840 bekam er in Vevey Unterricht beim Maler Théophile-Christian Gottlieb Steinlen, dem Grossvater von Théophile-Alexandre Steinlen. Er besuchte die École de Moyenne in Vevey, anschliessend das Collège scientifique in Lausanne, wo er beim französischen Landschaftsmaler François Bonnet (1811–1894) Stunden nahm. 1845 reiste er nach Paris, um in den Ateliers von Louis-Aimé Grosclaude und Charles Gleyre zu malen. Dort entstand sein erstes heute bekanntes Werk, das Gemälde Druey dans les caves de l’abbatiale de Payerne, das der Kanton Waadt ankaufte. 1846 kehrte er in die Schweiz zurück und wurde Mathematiklehrer in Aubonne.
Im Revolutionsjahr 1848 unternahm er den Versuch, nach Paris zu ziehen, was eine Typhus-Erkrankung verhinderte, worauf er eine Stelle als Zeichenlehrer an der École Industrielle de Lausanne annahm. Anfangs malte er vor allem Historienbilder, bald wechselte er zur Seemalerei. Seine Arbeiten stellte er in Genf und ab 1850 an den Ausstellungen der Lausanner Société artistique et littéraire aus. Von Bocion angefertigte Karikaturen im Stil von Honoré Daumier erschienen in der Waadtländer Satirezeitschrift La Guêpe. 1851 wurde er in den Lausanner Gemeinderat gewählt.
1852 reiste er über Lyon nach Italien. In Rom erhielt er 1853 den Auftrag für das Historiengemälde La Dispute religieuse de Lausanne im Betrag von 1500 Franken. 1855 besuchte er die Weltausstellung in Paris, um die Werke von Gustave Courbet zu sehen. 1857 wurde er Mitglied der Société des Beaux-Arts de Genève, die ihn mit einer Medaille auszeichnete. Am 23. Juni 1859 heiratete er in Zürich Anna-Barbara Furrer, genannt Babette. Mit ihr hatte er ab 1861 insgesamt neun Kinder, von denen fünf jedoch im Kindesalter starben. 1861 zog die Familie nach Ouchy.
1859 hatte Bocion beim Concours genevois mit La bataille de Morgarten (dt. Die Schlacht von Morgarten) den mit 2000 Franken dotierten 1. Preis gewonnen. 1861 ehrte ihn der Concours genevois mit dem 2. Preis. 1863 folgte eine weitere Italienreise mit Zwischenhalt in Zermatt. Im November 1863 befand er sich in Neapel. 1866 erkrankte er schwer und musste sich auf Beiträge für eine Kunstschau in Neuenburg beschränken. 1868 wurde er Komiteemitglied der Société vaudoise des Beaux-Arts. Ein britischer Sammler, ein gewisser Townsend, vermachte dem Londoner Victoria and Albert Museum 16 seiner Bilder. 1871 kaufte Bocion einen Weinberg am Chemin de Roseneck in Ouchy, den Parchet d’Ouchy, und liess ab 1872 die Villa Maison-Blanche für sich errichten.
1874 war Bocion in Begleitung des englischen Aquarellisten Henry-John Terry in Venedig. Die Lagunenstadt besuchte er erneut im Sommer 1881. Wenn auch der Lac Léman, den er ab 1876 auch auf der französischen Seite erkundete, den Mittelpunkt seiner Malerei darstellte, so zog es Bocion immer wieder ans offene Meer. 1877 wählte er zum Malen Sanremo in Ligurien, wo er sich auch 1882 wieder aufhielt, eine Reise, die ihn zudem durch Savoyen führte. Als Experte erstellte er 1877 das Inventar über den Nachlass des kurz zuvor verstorbenen Gustave Courbet. 1884 war Bocion Gründungsmitglied der Société suisse des aquarellistes, deren Versammlungen er in seinem Haus abhielt. Bis 1887 entstanden 435 weitere Gemälde für die Exposition lausannoise de peinture.
1885 zeigte Bocion seine Werke in Antwerpen und 1888 in London. Am Ende seiner Laufbahn wurde er 1889 in die Eidgenössische Kunstkommission berufen. Von einer Krankheit geschwächt, zog er sich im März 1890 von der Unterrichtstätigkeit zurück und starb am 12. Dezember 1890. Nach seinem Tod sah sich seine Frau aus Geldnot gezwungen, die Villa Maison-Blanche zu verkaufen.

## Werke (Auswahl)

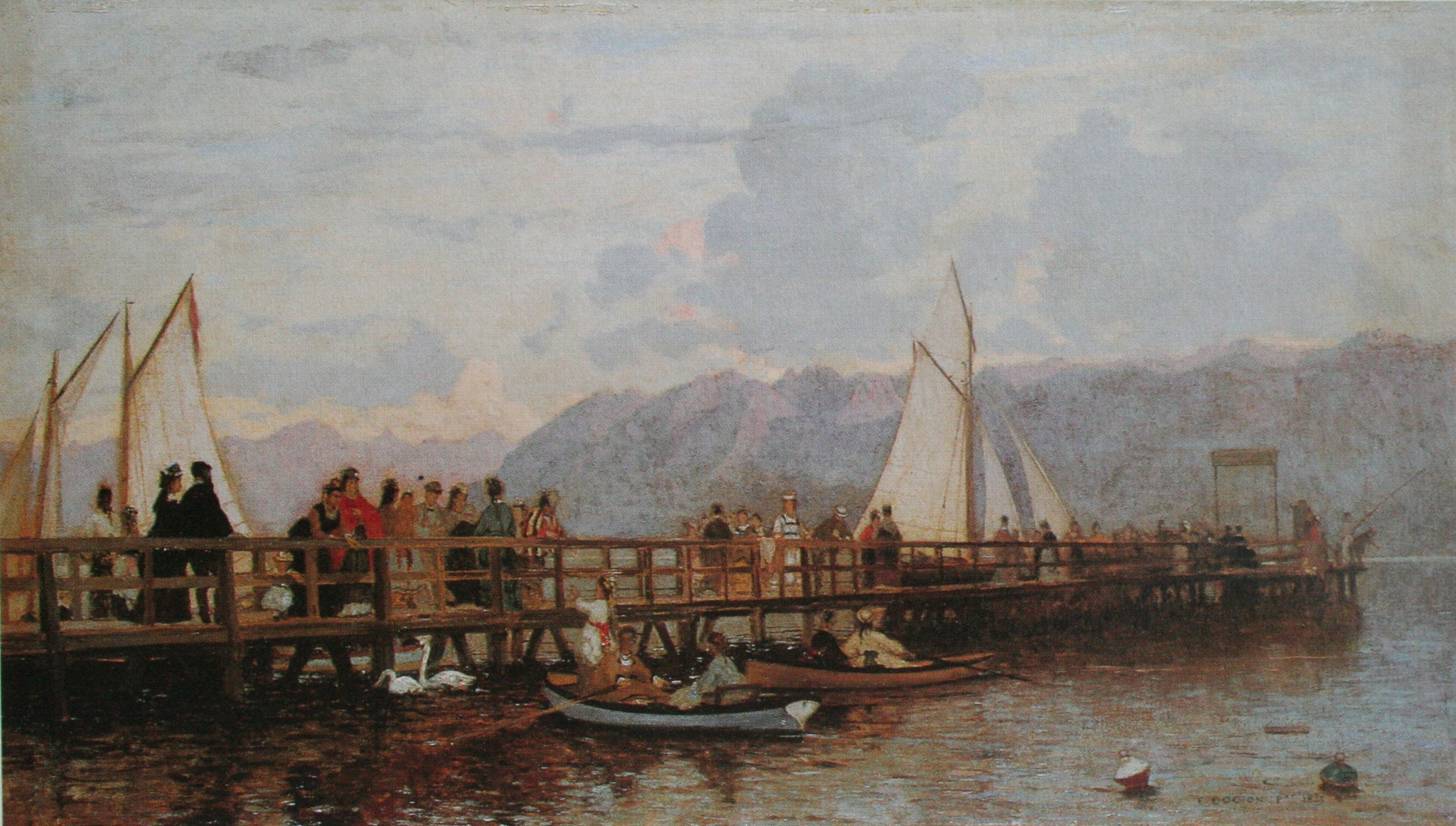
Landesteg in Ouchy, 1875
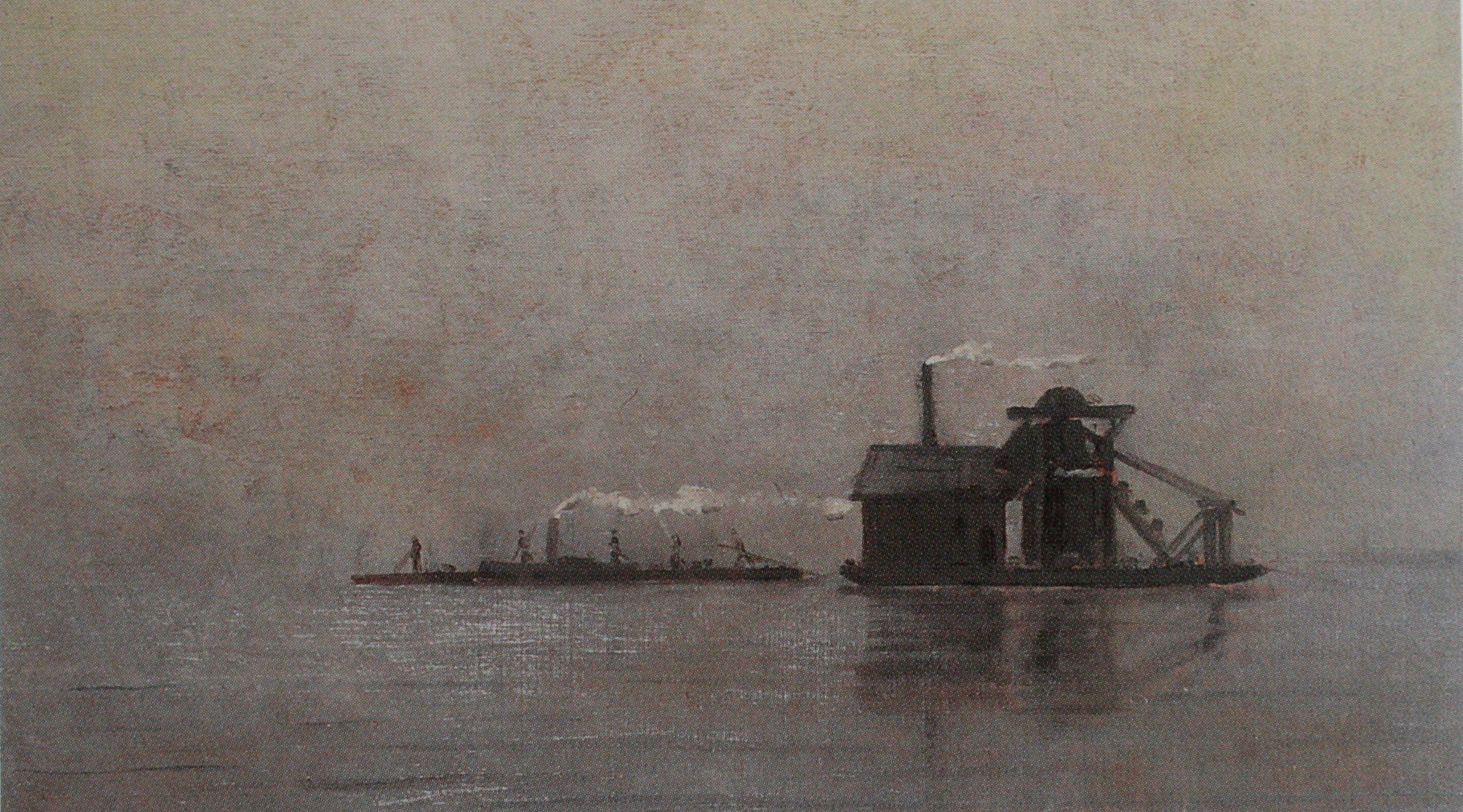
Drague (Das Baggerschiff), undatiert
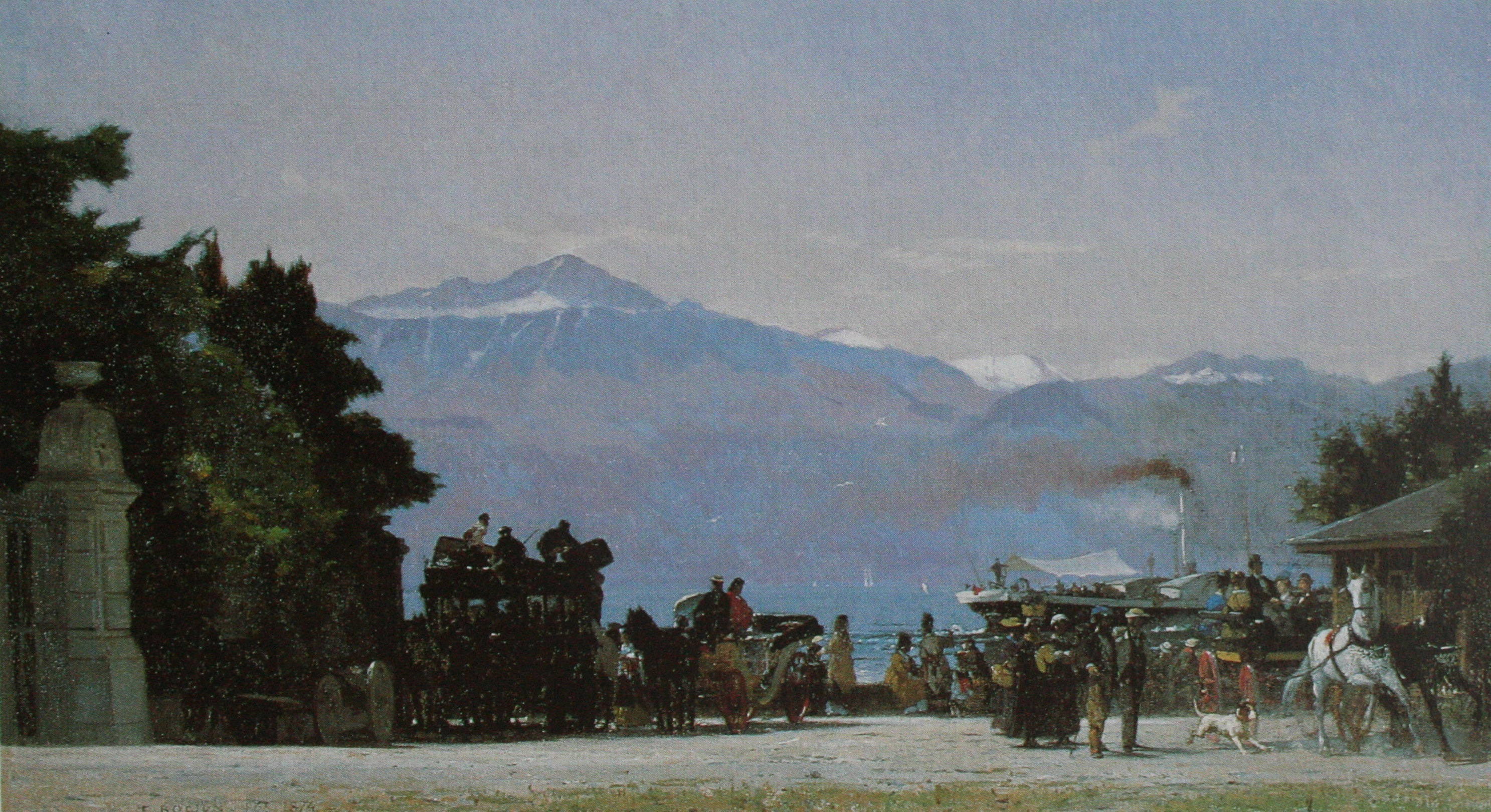
In Ouchy, 1874
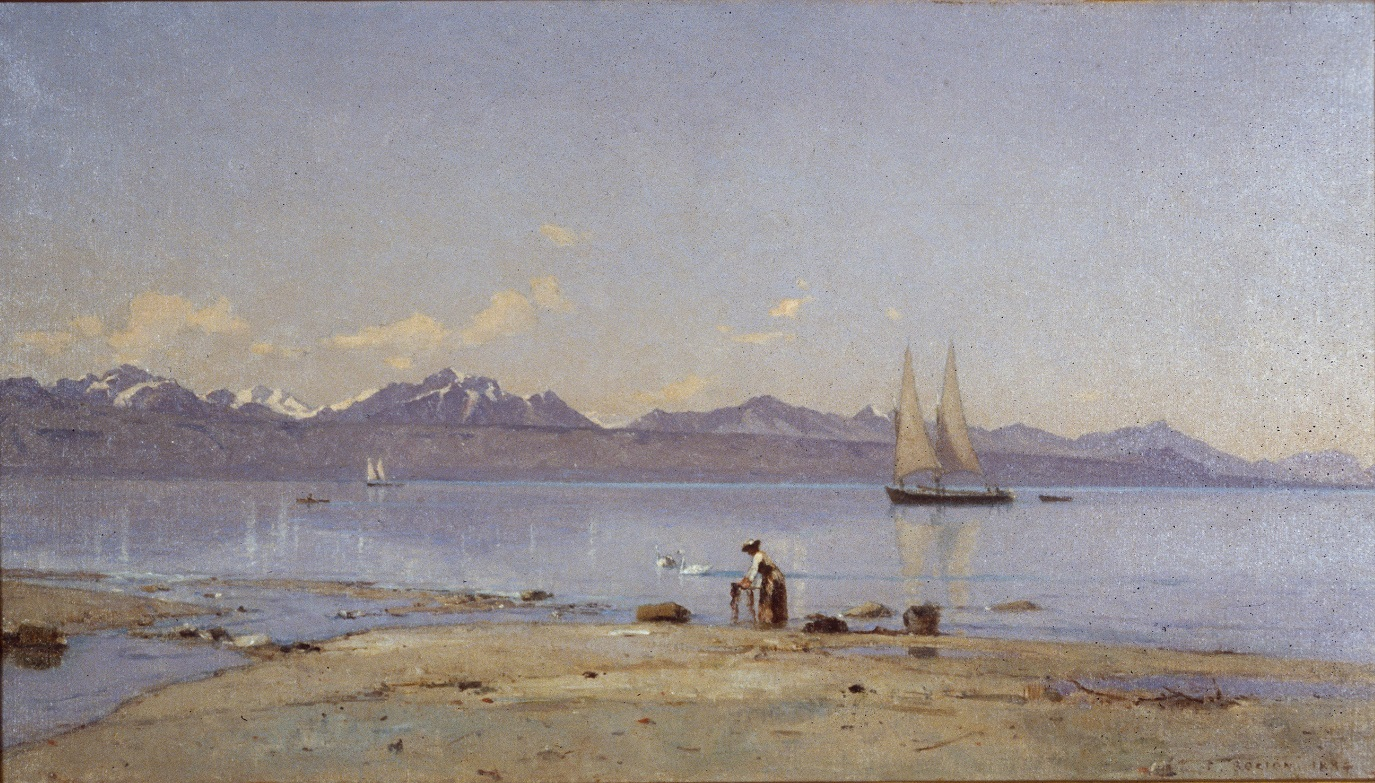
Foce della Vuachère, um 1860
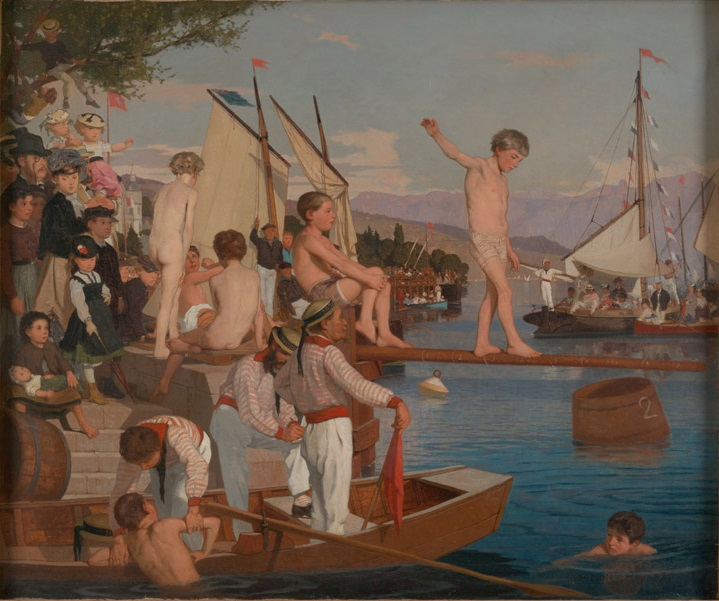
Jeux nautiques (La fête de la Navigation), 1870
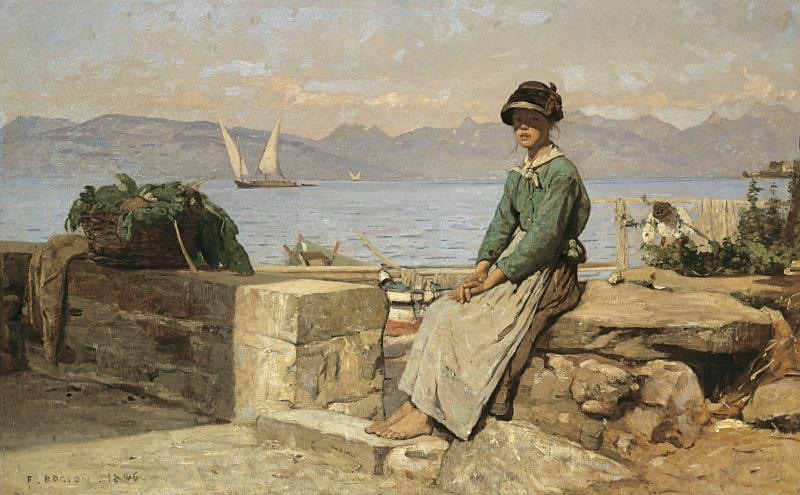
Jeune fille de Tourronde, 1886
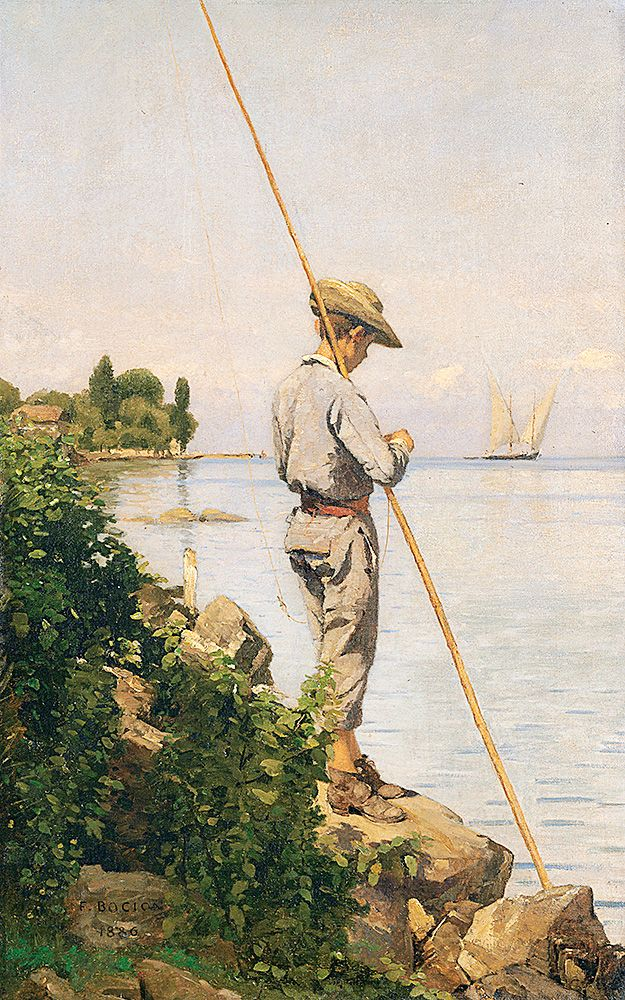
Pêcheur à la ligne, 1886